# Marcel Ruijters
Marcel Ruijters (geboren 1966) ist ein niederländischer Comicautor und Illustrator.         

## Leben
Marcel Ruijters wuchs im Süden der Niederlande auf und besuchte eine Kunstschule. Seine ersten Veröffentlichungen erfolgten im Selbstverlag. Seine Comics erschienen in Publikationen der alternativen Szene in den Niederlanden und im Ausland. Die Comic-Adaption von Dantes Inferno erhielt 2008 die Auszeichnung als bester niederländischer Comic. 
Die Stiftung „Jheronimus Bosch 500“ beauftragte ihn für das Jubiläumsjahr 2016 mit einer Graphic Novel über das Leben von Hieronymus Bosch. Im Jahr 2015 wurde er für sein Gesamtwerk mit dem Stripschapprijs ausgezeichnet.
Ruijters lebt und arbeitet in Rotterdam. 

## Werke (Auswahl)
- Dr. Molotow 1: De val van Camp Monguzzi. Sittard : Monguzzi, 1992
- Dr. Molotow 2: Het Oog van de Nacht. Sittard : Monguzzi, 1993
- Dr. Molotow 3: Ovidia, Koningin der Kannibalen. Sittard : Monguzzi, 1994
- Dr. Molotow 4: De 7 clans van Styles Park. Sittard : Monguzzi, 1995
- Dr. Molotow 5: De Vallei der Fluisterende Trilobieten. Gent : De Schaar, 1997
- Troglodytes. Amsterdam : Oog & Blik, 2004 (Drei Teile)
- Sine Qua Non. Amsterdam : Oog & Blik, 2005
- Alle heiligen. Haarlem : Sherpa, 2013.
- Jheronimus. Eindhoven : Lecturis, 2015
  - Hieronymus Bosch. Übersetzung Katrin Herzog. Berlin : Avant, 2016. ISBN 9783945034361